# Psychotria fertitensis
Psychotria fertitensis là một loài thực vật có hoa trong họ Thiến thảo. Loài này được Schweinf. ex Verdc. miêu tả khoa học đầu tiên năm 1985.